# Landkreis Vechta
Landkreis Vechta ligger i den tyske delstat Niedersachsen.
Landskreisen grænser i nordvest mod Landkreis Cloppenburg, i nord mod Landkreis Oldenburg, i øst mod Landkreis Diepholz og i syd og vest mod Landkreis Osnabrück.
Landkreisen er en del af Region Oldenburger Münsterland, og Bundesautobahn 1 går gennem kreisen.

## Byer og kommuner
Landkreisen havde 141598 indbyggere pr. 2018-12-31

| 1. Bakum (6415) 2. Damme, by (17127) 3. Dinklage, by (13150 ) 4. Goldenstedt (9855) 5. Holdorf (7305 ) 6. Lohne, by (26762 ) 7. Neuenkirchen-Vörden (8621 ) 8. Steinfeld (10054) 9. Vechta, administrationsby (32433) 10. Visbek (9876) |